# Miha Marinko

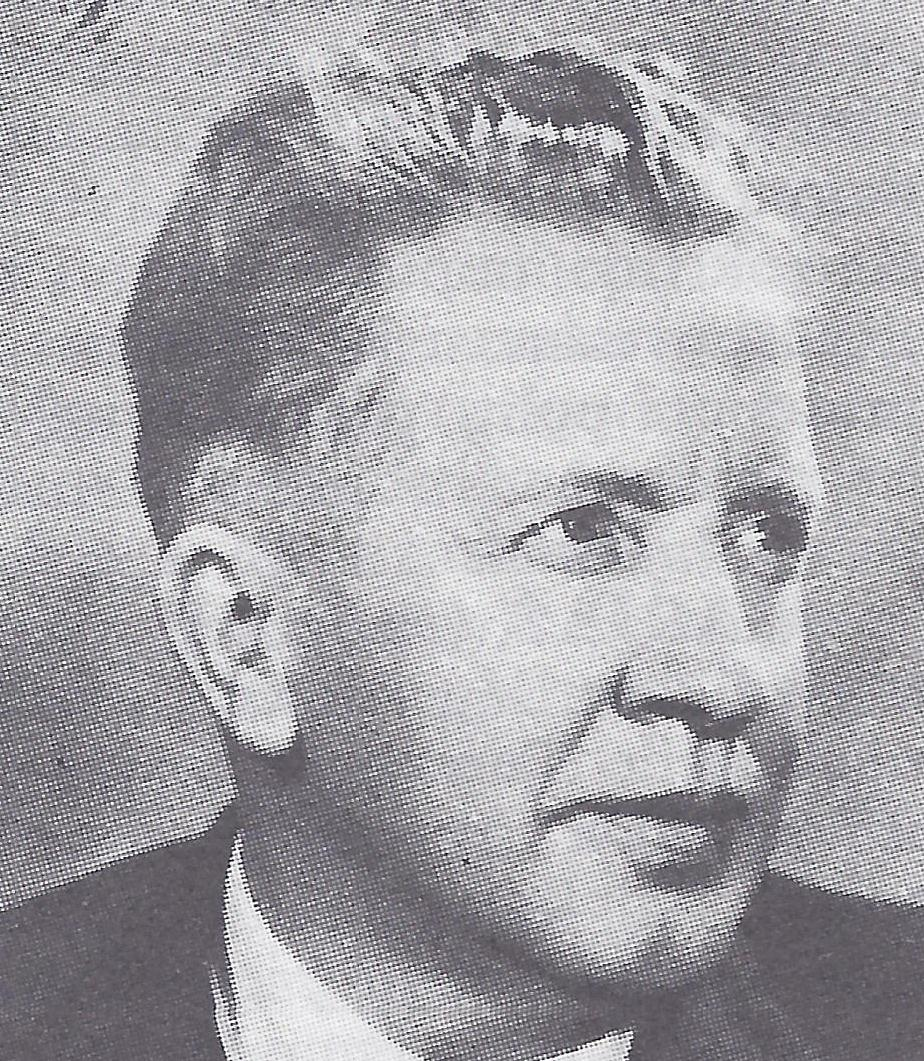
Miha Marinko

Miha Marinko (8 de setembro de 1900 - 19 de agosto de 1983) foi um revolucionário esloveno e estadista comunista que serviu como primeiro-ministro da Eslovénia de junho de 1946 a 1953. Durante o final de 1953, ele actuou como Presidente do Conselho Executivo, nas mesmas funções de Primeiro Ministro. Ele sucedeu a Boris Kidrič e foi sucedido por Boris Kraigher . Ele era membro da Liga dos Comunistas da Eslovénia .